# هیوز ۲۶۹

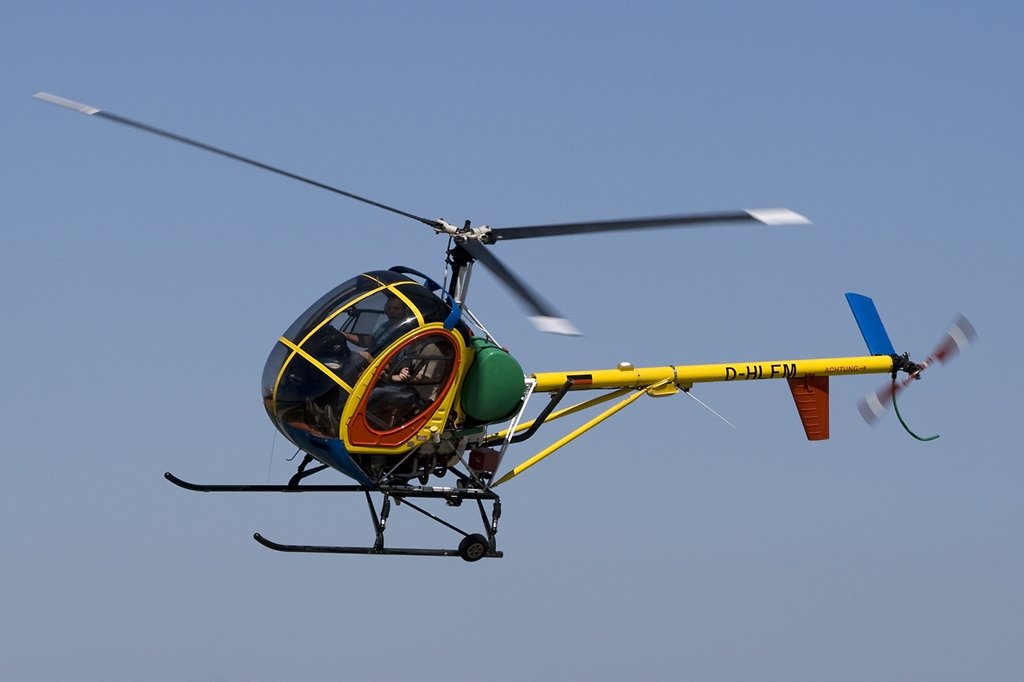
هیوز 269C

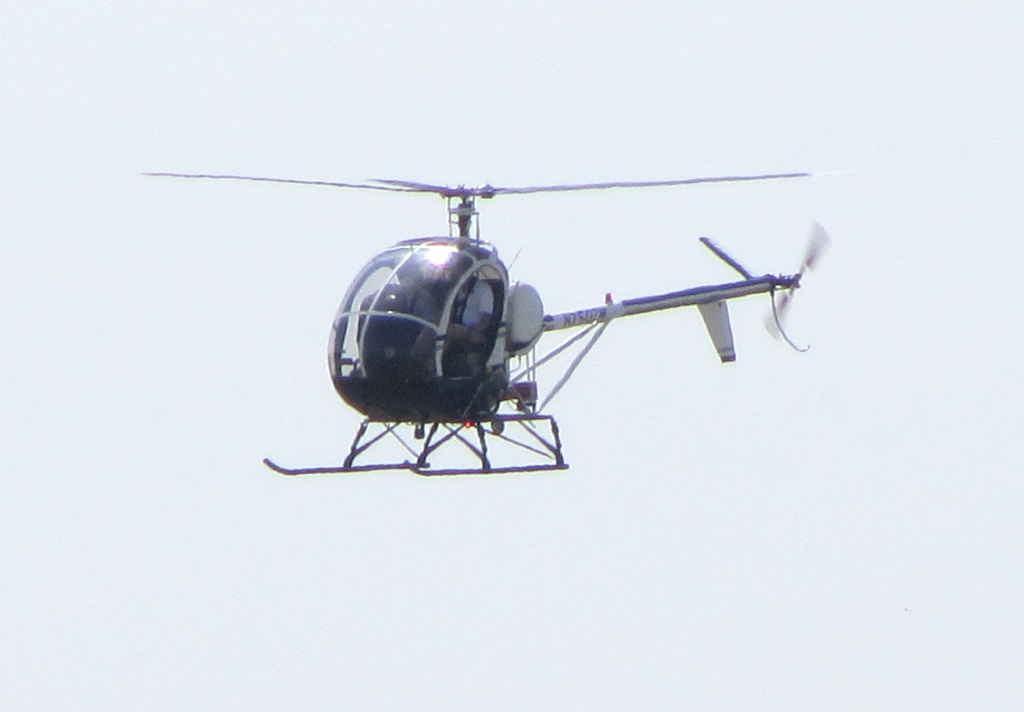
هیوز 269C

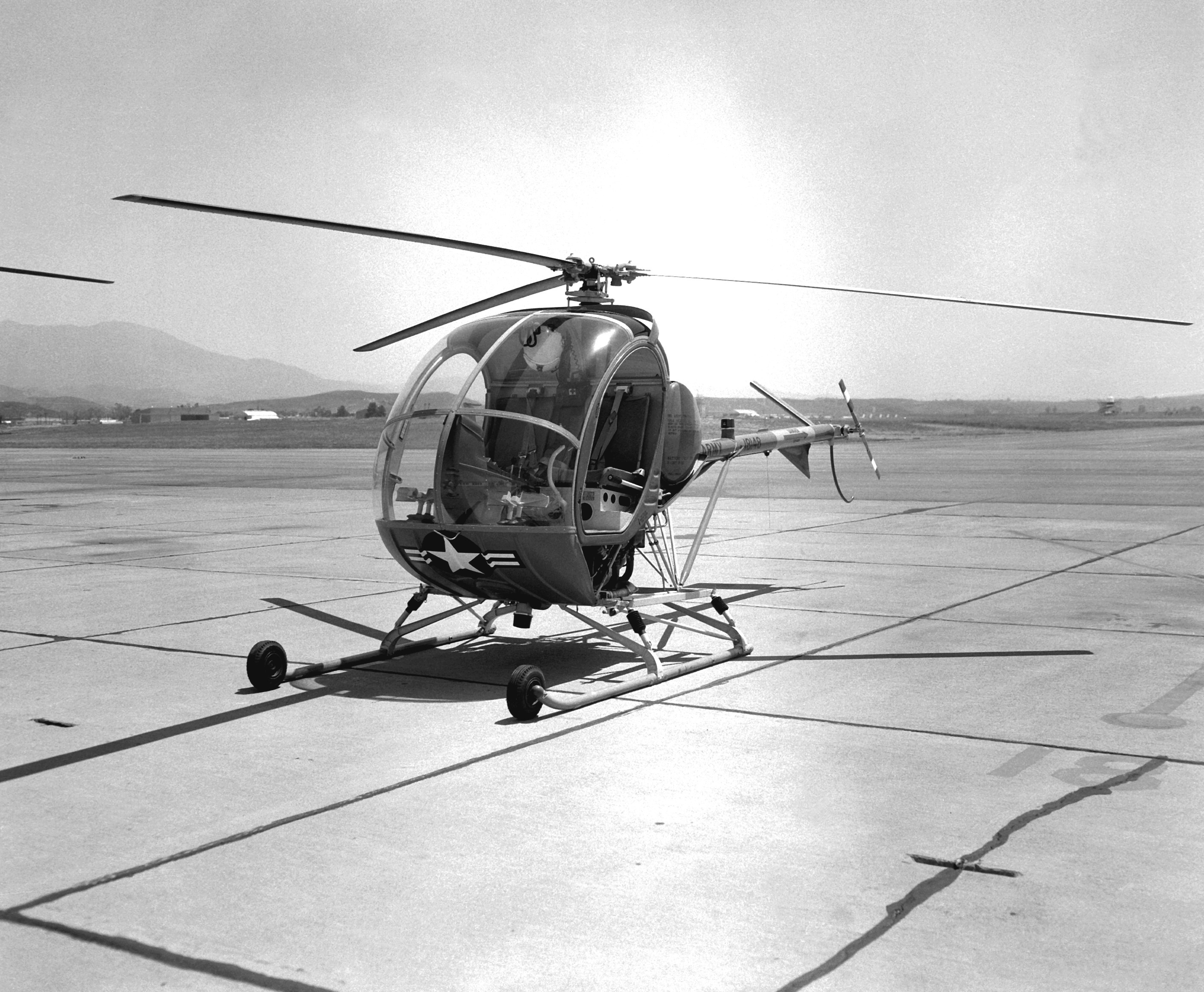
تی‌اچ-۵۵ اوسیج

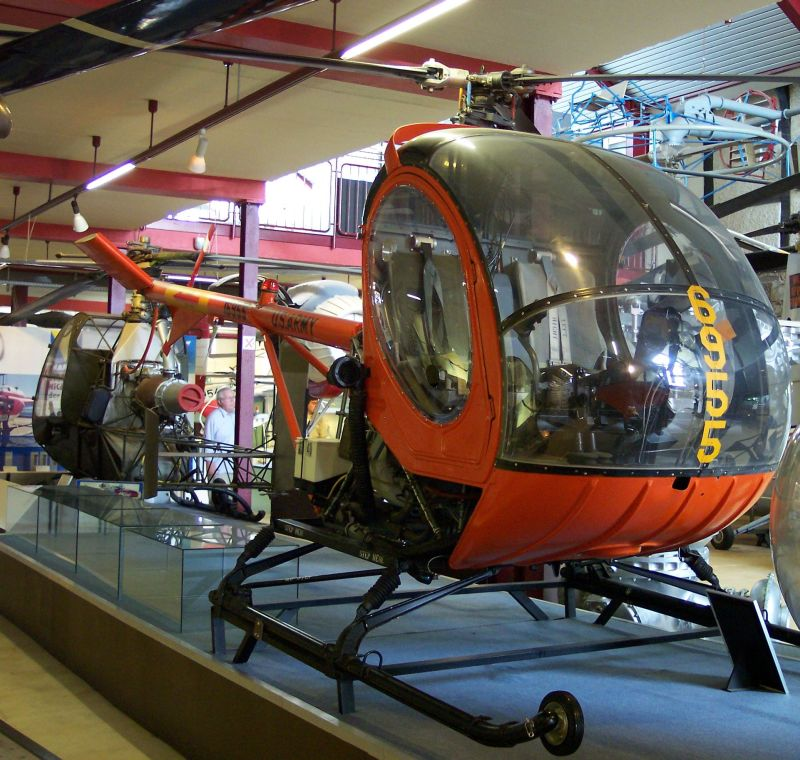
تی‌اچ-۵۵ اوسیج رنگ‌آمیزی شده به رنگ نارنجی

هیوز ۲۶۹ (به انگلیسی: Hughes 269) یک بالگرد سبک آموزشی با موتور پیستونی ساخت هیوز هلیکوپترز بود. این بالگرد با نام هیوز ۳۰۰ و ۳۰۰C نیز به فروش رفت. ارتش ایالات متحده آمریکا نیز مدل نظامی آن را به خدمت گرفت و تی‌اچ-۵۵ اوسیج نام نهاد. پس از توقف تولید این بالگرد در سال ۱۹۸۳، شرکت هواگردسازی شوایتزر مدل ۳۰۰C را گرفته و با نام شوایتزر اس-۳۰۰ تولید نمود و بهینه‌سازی‌های زیادی بر روی آن انجام داد که تا امروز همچنان ادامه دارد.

## مراحل توسعه
در سال ۱۹۵۵ میلادی هیوز هلیکوپترز متوجه شد که تقاضای زیادی برای یک بالگرد ارزان قیمت و کم هزینه در بین نظامیان و غیرنظامیان وجود دارد و کار طراحی هیوز ۲۶۹ را در سال ۱۹۵۵ آغاز کرد. از همان آغاز تصمیم گرفتند تا بالگرد را با سه ملخ تولید کنند و آرایش دو سرنشین در کنار هم برای آن انتخاب شد. همچنین هیچ بدنه‌ای برای کابین وجود نداشت و پلتفرم باز بود. پیش‌نمونه در سال ۱۹۵۶ پرواز کرد ولی توسعه‌ها تا سال ۱۹۶۰ ادامه یافتند و در این بازه، دُم بالگرد از نو طراحی شد. شرکت هیوز با موفقیت توانست بخش بزرگی از بازار بالگردهای غیرنظامی، پلیسی و کشاورزی را از آن خود کند. سپس هیوز با اضافه کردن یک صندلی سرتاسری سه‌نفره توانست مکانی برای نشستن سه سرنشین در کنار هم فراهم کند.

## تاریخچه عملیاتی

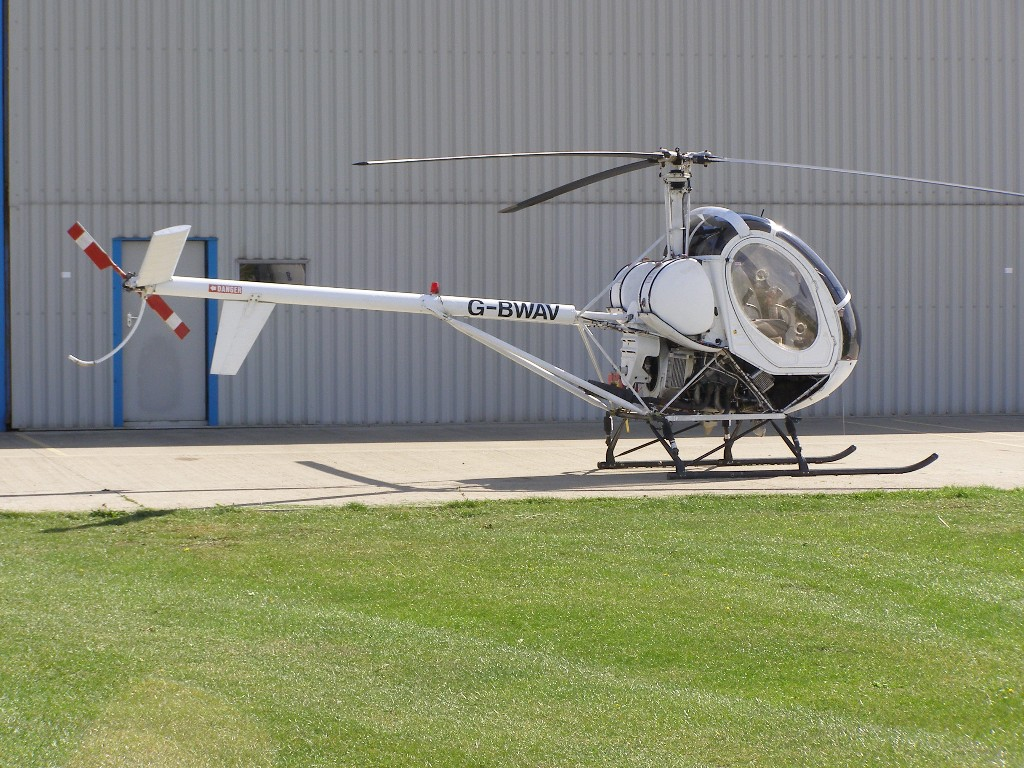
هیوز ۲۶۹

در سال ۱۹۵۸ میلادی، شرکت هیوز، بالگرد ۲۶۹ را برای ارزیابی به ارتش ایالات متحده آمریکا ارائه داد تا شاید این محصول بتواند بل ۴۷ و هیلر اواِچ-۲۳ را از ارتش بازنشسته کند. بالگرد ۲۶۹ در ارزیابی‌های ارتش آمریکا مردود شد ولی توانست در سال ۱۹۵۹ مجوز فروش به غیرنظامیان را از FAA دریافت کند. تحویل بالگرد به مشتریان در سال ۱۹۶۱ آغاز شد و در بهار سال ۱۹۶۴، تعداد ۳۱۴ بالگرد به غیرنظامیان فروخته شد. درحالیکه ارتش آمریکا هیچ علاقه‌ای به این بالگرد نداشت، ولی برای بازنشسته کردن هیلر اواِچ-۲۳ که بسیار فرسوده بود، برای آموزش پرواز به بالگرد هیوز ۲۶۹ روی آورد و آن را تی‌اچ-۵۵ اوسیج نام نهاد. تا سال ۱۹۶۹ میلادی تعداد ۷۹۲ فروند تی‌اچ-۵۵ به ارتش آمریکا اضافه شد که همگی تا سال ۱۹۸۸ در ناوگان ارتش وجود داشتند و بیش از ۶۰هزار خلبان ارتش آمریکا با بالگرد تی‌اچ۵۵ آموزش دیدند. سرانجام در سال ۱۹۸۸ بود که با روی کار آمدن بل یواچ-۱ ایروکوای، بالگرد تی‌اچ۵۵ برای همیشه از ارتش آمریکا بازنشسته شد و ارتش آمریکا بالگردها را به بخشهای دیگر نظامی همانند پلیس و نیروهای امنیتی فروخت.
در سال ۱۹۶۴ شرکت هیوز یک مدل بلندتر و سه‌نفره تولید کرد و در ابتدا نام آن را هیوز 269B نهاد؛ سپس آن را با نام هیوز ۳۰۰ به مشتریان فروخت. در سال ۱۹۸۴ شرکت مک‌دانل داگلاس برای اینکه دانش و تجربه شرکت هواپیماسازی هیوز را در زمینه هواپیماسازی به‌دست بیاورد، شرکت هیوز را به کلی خریداری کرد که هیوز هلیکوپترز نیز زیرگروه آن بود؛ ولی علاقه‌ای به تولید بالگرد نداشت و خط تولید را متوقف کرد که موجب شد دو سال بعد شرکت شوایتزر، حق تولید بالگرد ۳۰۰ را از مک‌دانل داگلاس بخرد و از آنجایی که مک‌دانل داگلاس فروشی میلیون‌دلاری از هواپیماها و سامانه‌های الکترونیکی خود داشت، علاقه‌ای به بالگرد ارزان‌قیمت هیوز ۳۰۰ نداشته و به فروش آن راضی شد.

## کاربران
الجزایر (نیروی هوایی)
 برزیل (نیروی دریایی)
 کلمبیا (نیروی هوایی)
 کاستاریکا (وزارت امنیت داخلی)
 یونان (ارتش)
 هائیتی (نیروی هوایی)
 هندوراس (نیروی هوایی)
 هند (نیروی دریایی)
 ژاپن (دفاع شخصی)
 سیرالئون (نیروی هوایی)
 اسپانیا (نیروی هوایی)
 سوئد (ارتش)
 تایوان (ارتش)
 تایلند (ارتش)
 ترکیه (ارتش)
 ایالات متحده آمریکا (ارتش)

## مشخصات
داده‌ها از Jane's All the World's Aircraft 1974-75Evergreen Aviation and Space Museum
ویژگی‌های عمومی
- خدمه: ۲
- طول: ۲۸ فوت ۱۰٫۷۵ اینچ (۸٫۸۰۷۵ متر)
- ارتفاع: ۸ فوت ۲٫۷۵ اینچ (۲٫۵۰۸۳ متر) overall
- وزن خالی: ۹۵۸ پوند (۴۳۵ کیلوگرم)
- وزن ناخالص: ۱٬۵۵۰ پوند (۷۰۳ کیلوگرم)
- بیشترین وزن برخاست: ۱٬۶۷۰ پوند (۷۵۷ کیلوگرم) certificated

۱٬۸۵۰ پوند (۸۳۹ کیلوگرم) maximum weight with restricted operations
- ظرفیت سوخت: ۳۰ گالون آمریکایی (۲۵ گالون بریتانیایی؛ ۱۱۰ لیتر) in external mounted tank with provision for a ۱۰ گالون آمریکایی (۸٫۳ گالون بریتانیایی؛ ۳۸ لیتر) auxiliary tank.
- پیشرانه: ۱ عدد 4-cylinder air-cooled horizontally-opposed piston engine. Lycoming HIO-360-A1A, ۱۸۰ اسب بخار (۱۳۰ کیلووات)   ::::(HIO-360-B1A in TH-55A)
- قطر روتور اصلی:  ۲۵ فوت ۳٫۵ اینچ (۷٫۷۰۹ متر)
- مساحت روتور اصلی: ۵۰۳ فوت مربع (۴۶٫۷ متر مربع) * Blade section: NACA 0015[۹]

عملکرد
- حداکثر سرعت: ۸۷ مایل بر ساعت (۱۴۰ کیلومتر بر ساعت، ۷۶ گره)
- سرعت کروز: ۸۰ مایل بر ساعت (۱۳۰ کیلومتر بر ساعت، ۷۰ گره) maximum

۶۶ مایل بر ساعت (۵۷ گره؛ ۱۰۶ کیلومتر بر ساعت) economical.
- بیشینه سرعت مجاز: ۸۷ مایل بر ساعت (۱۴۰ کیلومتر بر ساعت، ۷۶ گره) * Maximum water contact speed (on floats): ۲۰ مایل بر ساعت (۱۷ گره؛ ۳۲ کیلومتر بر ساعت)
- Maximum water taxi speed (on floats): ۱۰ مایل بر ساعت (۹ گره؛ ۱۶ کیلومتر بر ساعت)
- بُرد: ۳۰۰ مایل (۴۸۰ کیلومتر، ۲۶۰ مایل دریایی) with maximum fuel and no reserve.
- مداومت پروازی: 3 hours 30 minutes with maximum fuel.
- حداکثر ارتفاع: ۱۳٬۰۰۰ فوت (۴٬۰۰۰ متر) * Hover ceiling IGE: ۷٬۷۰۰ فوت (۲٬۳۴۷ متر)
- Hover ceiling OGE: ۵٬۸۰۰ فوت (۱٬۷۶۸ متر)
- نرخ صعود: ۱٬۱۴۰ فوت بر دقیقه (۵٫۸ متر بر ثانیه)
- بارگیری دیسک: ۳٫۳ پوند بر فوت مربع (۱۶ کیلوگرم بر متر مربع)
- توان به وزن|توان/جرم: ۰٫۱۰۷۵ horsepower per pound (۰٫۱۷۶۷ kilowatts per kilogram)